# Jean Hersholt Humanitarian Awards

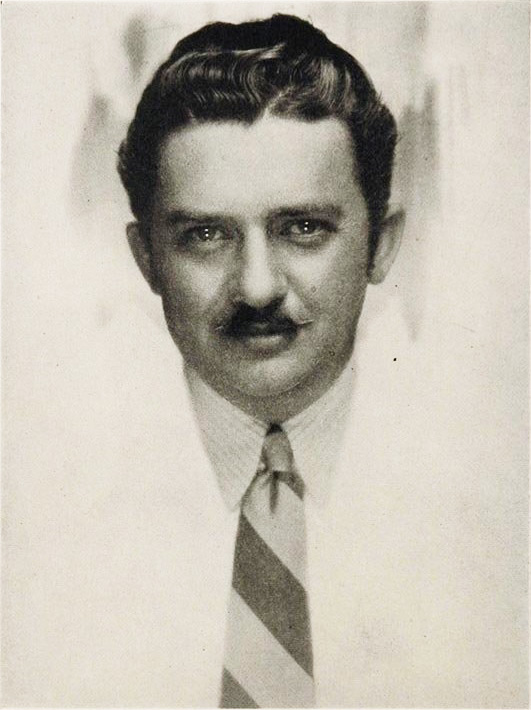
Jean Hersholt vers 1929, cliché Universal Studios.

Les Jean Hersholt Humanitarian Awards sont des récompenses cinématographiques américaines décernées de façon irrégulière depuis 1956 par le conseil des gouverneurs de l'Academy of Motion Picture Arts and Sciences – laquelle décerne les Oscars –  afin de distinguer une personnalité du milieu du cinéma qui s'est impliquée de façon exemplaire dans une cause humanitaire.
Ils tirent leur nom de l'acteur et réalisateur américain Jean Hersholt (1886-1956).
Depuis 2009, ils sont remis au cours d'une cérémonie séparée au mois de novembre précédant la cérémonie des Oscars, les Governors Awards, avec les Oscars d'honneur et les Irving G. Thalberg Memorial Awards.

## Récipiendaires
- 1957 : Y. Frank Freeman
- 1958 : Samuel Goldwyn
- 1960 : Bob Hope
- 1961 : Sol Lesser
- 1962 : George Seaton
- 1963 : Steve Broidy
- 1966 : Edmond L. DePatie
- 1967 : George Bagnall
- 1968 : Gregory Peck
- 1969 : Martha Raye
- 1970 : George Jessel
- 1971 : Frank Sinatra
- 1973 : Rosalind Russell
- 1974 : Lew Wasserman
- 1975 : Arthur B. Krim
- 1976 : Jules C. Stein
- 1978 : Charlton Heston
- 1979 : Leo Jaffe
- 1980 : Robert Benjamin (à titre posthume)
- 1982 : Danny Kaye
- 1983 : Walter Mirisch
- 1984 : M.J. Frankovich
- 1985 : David L. Wolper
- 1986 : Buddy Rogers
- 1990 : Howard W. Koch
- 1993 : Audrey Hepburn (à titre posthume) et Elizabeth Taylor
- 1994 : Paul Newman
- 1995 : Quincy Jones
- 2002 : Arthur Hiller
- 2005 : Roger Mayer
- 2007 : Sherry Lansing
- 2009 : Jerry Lewis
- 2012 : Oprah Winfrey
- 2013 : Jeffrey Katzenberg
- 2014 : Angelina Jolie[3]
- 2015 : Harry Belafonte[4]
- 2016 : Debbie Reynolds[5]
- 2021 : Motion Picture & Television Fund et Tyler Perry
- 2022 : Danny Glover
- 2023 : Michael J. Fox
- 2024 : Michelle Satter
- 2025 : Richard Curtis
- 2026 : Dolly Parton